# Listă de filme britanice din 1932
Aceasta este o listă de filme britanice din 1932:

## Lista
| Titlu                           | Regizor                            | Distribuție                                       | Gen                 | Note                                                    |
| ------------------------------- | ---------------------------------- | ------------------------------------------------- | ------------------- | ------------------------------------------------------- |
| Above Rubies                    | Frank A. Richardson                | Zoe Palmer, Robin Irvine                          | Comedy              | [ 1 ]                                                   |
| Account Rendered                | Leslie Howard Gordon               | Cecil Ramage, Reginald Bach                       | Crime drama         | [ 1 ] [ 2 ]                                             |
| After Dark                      | Albert Parker                      | Horace Hodges, Hugh Williams                      | Comedy              | [ 1 ]                                                   |
| After Office Hours              | Thomas Bentley                     | Viola Lyel, Heather Angel, Frank Lawton           | Romantic drama      | [ 1 ] [ 3 ]                                             |
| After the Ball                  | Milton Rosmer                      | Esther Ralston, Basil Rathbone                    | Comedy              | Co-production with the United States                    |
| Aren't We All?                  | Harry Lachman                      | Gertrude Lawrence, Owen Nares                     | Comedy              | [ 1 ]                                                   |
| Bachelor's Baby                 | Harry Hughes                       | William Freshman, Henry Wenman, Alma Taylor       | Comedy              | [ 1 ]                                                   |
| The Bad Companions              | J. O. C. Orton                     | Nor Kiddie, Renee Gadd, Walter Lupino             | Comedy              | [ 1 ]                                                   |
| The Bailiffs                    | Frank Cadman                       | Bud Flanegan, Chesney Allen                       | Comedy              | [ 1 ]                                                   |
| Baroud                          | Rex Ingram                         | Rex Ingram, Rosita Garcia, Dennis Hoey            | Romantic adventure  | Co-production with France                               |
| The Barton Mystery              | Henry Edwards                      | Ursula Jeans, Lyn Harding                         | Crime               | [ 1 ]                                                   |
| Betrayal                        | Reginald Fogwell                   | Stewart Rome, Marjorie Hume                       | Crime/Drama         | [ 1 ] [ 5 ]                                             |
| Black Diamonds                  | Charles Hanmer                     | Beckett Bould, Jennie Stevens                     | Drama/Documentary   | [ 1 ] [ 6 ]                                             |
| Blind Spot                      | John Daumery                       | Muriel Angelus, Percy Marmont                     | Drama               | [ 1 ]                                                   |
| Blockade                        | Geoffrey Barkas, Michael Barringer | Johnny Butt, J.P. Kennedy                         | Drama               | Re-issue of 1928 silent film 'Q' Ships with sound added |
| The Blue Danube                 | Herbert Wilcox                     | Brigitte Helm, Joseph Schildkraut                 | Musical romance     | [ 1 ] [ 8 ]                                             |
| Brother Alfred                  | Henry Edwards                      | Gene Gerrard, Molly Lamont                        | Comedy              | [ 1 ]                                                   |
| C.O.D.                          | Michael Powell                     | Garry Marsh, Peter Gawthorne                      | Criminal drama      | [ 1 ] [ 9 ]                                             |
| The Callbox Mystery             | G. B. Samuelson                    | Harold French, Wendy Barrie                       | Crime/Thriller      | [ 1 ] [ 10 ]                                            |
| Carmen                          | Cecil Lewis                        | Marguerite Namara, Thomas F. Burke                | Musical             | Based on Bizet's Carmen; alternative title Gipsy Blood  |
| Castle Sinister                 | Widgey R. Newman                   | Haddon Mason, Isla Kilpatrick, Wally Patch        | Horror              | [ 1 ]                                                   |
| The Changing Year               | Mary Field                         | Rene Ray, Eric Finton                             | Romance/Documentary | [ 1 ] [ 12 ]                                            |
| The Chinese Puzzle              | Guy Newall                         | Leon M. Lion, Elizabeth Allan, Austin Trevor      | Criminal drama      | [ 1 ] [ 13 ]                                            |
| Collision                       | G. B. Samuelson                    | Sunday Wilshin, Henrietta Watson                  | Crime               | [ 1 ]                                                   |
| Come Into My Parlour            | John Longden                       | Pat Aherne, Renée Houston                         | Crime               | [ 1 ]                                                   |
| Condemned to Death              | Walter Forde                       | Arthur Wontner, Gordon Harker                     | Crime               | [ 1 ]                                                   |
| The Crooked Lady                | Leslie S. Hiscott                  | Ursula Jeans, Austin Trevor                       | Crime               | [ 1 ]                                                   |
| Dance Pretty Lady               | Anthony Asquith                    | Ann Casson, Carl Harbord                          | Romantic drama      | [ 14 ]                                                  |
| Detective Lloyd                 | Henry MacRae, Ray Taylor           | Jack Lloyd, Muriel Angelus                        | Drama               | 12 part movie serial                                    |
| Diamond Cut Diamond             | Fred Niblo, Maurice Elvey          | Adolphe Menjou, Claud Allister                    | Criminal comedy     | [ 15 ]                                                  |
| Don't Be a Dummy                | Frank Richardson                   | Georgie Harris, Garry Marsh, Muriel Angelus       | Comedy              | [ 1 ]                                                   |
| Double Dealing                  | Leslie S. Hiscott                  | Frank Pettingell, Richard Cooper, Zoe Palmer      | Comedy              | [ 1 ]                                                   |
| Down Our Street                 | Harry Lachman                      | Elizabeth Allan, Hugh Williams, Binnie Barnes     | Romantic Drama      | [ 1 ] [ 16 ]                                            |
| Dual Control                    | Walter Summers                     | Amy Johnson, Jim Mollison                         | Comedy              | [ 1 ]                                                   |
| Ebb Tide                        | Arthur Rosson                      | Chili Bouchier, George Barraud                    | Drama               | [ 1 ]                                                   |
| The Face at the Window          | Leslie S. Hiscott                  | Raymond Massey, Isla Bevan, Claude Hulbert        | Crime               | [ 1 ]                                                   |
| The Faithful Heart              | Victor Saville                     | Herbert Marshall, Edna Best, Anne Grey            | Romantic drama      | [ 1 ]                                                   |
| The Final Reckoning             | John F. Argyle                     | James Benton, Margaret Delane                     | Criminal drama      | [ 1 ] [ 17 ]                                            |
| The First Mrs. Fraser           | Sinclair Hill                      | Joan Barry, Henry Ainley, Harold Huth             | Romantic drama      | [ 1 ] [ 18 ]                                            |
| The Flag Lieutenant             | Henry Edwards                      | Henry Edwards, Anna Neagle                        | War                 | [ 1 ]                                                   |
| Flat No. 9                      | Frank Richardson                   | Jane Baxter, Reginald Gardiner                    | Dramedy             | [ 19 ]                                                  |
| Frail Women                     | Maurice Elvey                      | Mary Newcomb, Owen Nares                          | Drama               | [ 1 ]                                                   |
| The Frightened Lady             | T. Hayes Hunter                    | Emlyn Williams, Cathleen Nesbitt                  | Crime/Thriller      | [ 20 ]                                                  |
| A Game of Chance                | Charles Barnett                    | John Argyle, Margaret Delane                      | Crime/Sport         | [ 1 ] [ 21 ]                                            |
| Goodnight, Vienna               | Herbert Wilcox                     | Jack Buchanan, Anna Neagle, Gina Malo             | Musical romance     | [ 22 ]                                                  |
| Help Yourself                   | Jean Daumery                       | Benita Hume, Martin Walker                        | Comedy              | [ 1 ]                                                   |
| Her Night Out                   | William C. McGann                  | Dorothy Bartlam, Lester Matthews                  | Comedy              | [ 1 ]                                                   |
| Heroes of the Mine              | Widgey R. Newman                   | Moore Marriott, Wally Patch                       | Drama               | [ 1 ]                                                   |
| High Society                    | John Rawlins                       | Florence Desmond, William Austin                  | Comedy              | [ 1 ]                                                   |
| His Lordship                    | Michael Powell                     | Jerry Verno, Polly Ward                           | Musical comedy      | [ 23 ]                                                  |
| His Wife's Mother               | Harry Hughes                       | Jerry Verno, Molly Lamont                         | Comedy              | [ 1 ]                                                   |
| Holiday Lovers                  | Jack Harrison                      | Margery Pickard, George Vollaire                  | Romance             | [ 1 ]                                                   |
| Honeymoon in Devon              |                                    | Dodo Watts, Jack Hobbs                            | Romance             | [ 1 ]                                                   |
| Hotel Splendide                 | Michael Powell                     | Jerry Verno, Anthony Holles                       | Criminal comedy     | [ 24 ]                                                  |
| Illegal                         | William C. McGann                  | Isobel Elsom, Ivor Barnard                        | Drama               | [ 1 ]                                                   |
| The Impassive Footman           | Basil Dean                         | Owen Nares, Betty Stockfeld                       | Drama               | [ 1 ]                                                   |
| In a Monastery Garden           | Maurice Elvey                      | John Stuart, Hugh Williams                        | Drama               | [ 1 ]                                                   |
| The Indiscretions of Eve        | Cecil Lewis                        | Steffi Duna, Fred Conyngham                       | Musical comedy      | [ 25 ]                                                  |
| The Innocents of Chicago        | Lupino Lane                        | Henry Kendall, Binnie Barnes                      | Comedy              | [ 1 ]                                                   |
| Insult                          | Harry Lachman                      | Elizabeth Allan, John Gielgud                     | Drama               | [ 1 ]                                                   |
| Jack's the Boy                  | Walter Forde                       | Jack Hulbert, Cicely Courtneidge                  | Comedy              | [ 1 ]                                                   |
| Josser in the Army              | Norman Lee                         | Ernie Lotinga, Hal Gordon                         | Comedy              | [ 1 ]                                                   |
| Josser Joins the Navy           | Norman Lee                         | Ernie Lotinga, Cyril McLaglen                     | Comedy              | [ 1 ]                                                   |
| Josser on the River             | Norman Lee                         | Ernie Lotinga, Molly Lamont                       | Comedy              | [ 1 ]                                                   |
| The Last Coupon                 | Frank Launder                      | Leslie Fuller, Mary Jerrold                       | Comedy              | [ 1 ]                                                   |
| Leap Year                       | Tom Walls                          | Tom Walls, Anne Grey, Edmund Breon                | Comedy              | [ 1 ]                                                   |
| Let Me Explain, Dear            | Gene Gerrard, Frank Miller         | Gene Gerrard, Claude Hulbert                      | Comedy              | [ 1 ]                                                   |
| A Letter of Warning             | Jean Daumery                       | Margot Grahame, Richard Bird                      | Drama               | [ 1 ]                                                   |
| Life Goes On                    | Jack Raymond                       | Elsie Randolph, Betty Stockfeld                   | Crime               | [ 26 ]                                                  |
| Lily Christine                  | Paul L. Stein                      | Corinne Griffith, Colin Clive                     | Drama               | [ 1 ]                                                   |
| Little Fella                    | William C. McGann                  | John Stuart, Joan Marion                          | Comedy              | [ 1 ]                                                   |
| Little Waitress                 | Widgey R. Newman                   | Claude Bailey, Moore Marriott                     | Musical             | [ 1 ]                                                   |
| The Lodger                      | Maurice Elvey                      | Ivor Novello, Elizabeth Allan                     | Crime/Thriller      | [ 27 ]                                                  |
| Looking on the Bright Side      | Graham Cutts, Basil Dean           | Gracie Fields, Richard Dolman                     | Comedy              | [ 1 ]                                                   |
| Lord Babs                       | Walter Forde                       | Bobby Howes, Jean Colin                           | Musical comedy      | [ 28 ]                                                  |
| Lord Camber's Ladies            | Benn W. Levy                       | Gerald du Maurier, Gertrude Lawrence, Benita Hume | Drama               | [ 1 ]                                                   |
| The Love Contract               | Herbert Selpin                     | Winifred Shotter, Owen Nares                      | Musical             | [ 1 ]                                                   |
| Love on the Spot                | Graham Cutts                       | Rosemary Ames, Richard Dolman                     | Musical             | [ 1 ]                                                   |
| Love on Wheels                  | Victor Saville                     | Jack Hulbert, Leonora Corbett, Gordon Harker      | Musical comedy      | [ 29 ]                                                  |
| Lucky Girl                      | Gene Gerrard, Frank Miller         | Gene Gerrard, Molly Lamont                        | Musical comedy      | [ 30 ]                                                  |
| The Lucky Number                | Anthony Asquith                    | Clifford Mollison, Gordon Harker                  | Comedy              |                                                         |
| Lucky Ladies                    | John Rawlins                       | Sydney Fairbrother, Emily Fitzroy                 | Comedy              | [ 1 ]                                                   |
| A Lucky Sweep                   | A. V. Bramble                      | John Longden, Diana Beaumont                      | Comedy              | [ 1 ]                                                   |
| The Maid of the Mountains       | Lupino Lane                        | Nancy Brown, Harry Welchman                       | Musical             | [ 1 ]                                                   |
| The Marriage Bond               | Maurice Elvey                      | Mary Newcomb, Guy Newall                          | Drama               | [ 1 ]                                                   |
| The Mayor's Nest                | Maclean Rogers                     | Sydney Howard, Claude Hulbert                     | Comedy              | [ 1 ]                                                   |
| Men of Steel                    | George King                        | John Stuart, Benita Hume                          | Drama               | [ 1 ]                                                   |
| Men of Tomorrow                 | Zoltan Korda                       | Emlyn Williams, Robert Donat, Merle Oberon        | Romance             | [ 1 ]                                                   |
| The Merry Men of Sherwood       | Widgey R. Newman                   | John J. Thompson, Aileen Marson, Patrick Barr     | Adventure           | [ 1 ]                                                   |
| The Midshipmaid                 | Albert de Courville                | Jessie Matthews, Basil Sydney                     | Comedy              | [ 1 ]                                                   |
| The Missing Rembrandt           | Leslie S. Hiscott                  | Arthur Wontner, Jane Welsh                        | Crime/Thriller      | [ 1 ] [ 31 ]                                            |
| Money for Nothing               | Monty Banks                        | Seymour Hicks, Betty Stockfeld                    | Comedy              | [ 1 ]                                                   |
| Money Means Nothing             | Herbert Wilcox                     | John Loder, Kay Hammond                           | Comedy              | [ 1 ]                                                   |
| Money Talks                     | Norman Lee                         | Kid Berg, Judy Kelly                              | Comedy              | [ 1 ]                                                   |
| Mr. Bill the Conqueror          | Norman Walker                      | Henry Kendall, Heather Angel                      | Romantic drama      | [ 1 ] [ 32 ]                                            |
| Murder at Covent Garden         | Leslie S. Hiscott                  | Dennis Neilson-Terry, Anne Grey                   | Crime/Thriller      | [ 33 ]                                                  |
| Murder on the Second Floor      | William C. McGann                  | Pat Peterson, John Longden                        | Thriller            | [ 34 ]                                                  |
| My Friend the King              | Michael Powell                     | Jerry Verno                                       | Dramedy             | [ 35 ]                                                  |
| The New Hotel                   | Bernard Mainwaring                 | Hal Gordon, Mickey Brantford                      | Musical             | [ 1 ]                                                   |
| A Night Like This               | Tom Walls                          | Ralph Lynn, Winifred Shotter                      | Comedy              | [ 1 ]                                                   |
| Nine till Six                   | Basil Dean                         | Florence Desmond, Elizabeth Allan                 | Romantic drama      | [ 1 ] [ 36 ]                                            |
| Number Seventeen                | Alfred Hitchcock                   | John Stuart, Anne Grey, Leon M. Lion              | Crime               | [ 1 ]                                                   |
| Old Spanish Customers           | Lupino Lane                        | Leslie Fuller, Binnie Barnes                      | Comedy              | [ 1 ]                                                   |
| On the Air                      | William McGann                     | Carlyle Cousins, Helen Ferrers                    | Musical             | [ 1 ]                                                   |
| Once Bitten                     | Leslie S. Hiscott                  | Ursula Jeans, Richard Cooper                      | Comedy              | [ 1 ]                                                   |
| Partners Please                 | Lloyd Richards                     | Pat Paterson, Tony Sympson                        | Comedy              | [ 1 ]                                                   |
| Postal Orders                   | Jean Daumery                       | Margot Grahame, Garry Marsh                       | Comedy              | [ 1 ]                                                   |
| Pyjamas Preferred               | Val Valentine                      | Jay Laurier, Betty Amann                          | Comedy              | [ 1 ]                                                   |
| The Return of Raffles           | Mansfield Markham                  | George Barraud, Camilla Horn                      | Crime               | [ 1 ]                                                   |
| Reunion                         | Ivar Campbell                      | Stewart Rome, Anthony Holles                      | Drama               | [ 1 ]                                                   |
| The Right to Live               | Albert Parker                      | Davy Burnaby, Pat Person                          | Crime               | [ 1 ]                                                   |
| The River House Ghost           | Frank Richardson                   | Florence Desmond, Hal Walters                     | Comedy              | [ 1 ]                                                   |
| Rome Express                    | Walter Forde                       | Conrad Veidt, Gordon Harker                       | Crime/Thriller      | [ 1 ] [ 37 ]                                            |
| The Safe                        |                                    | Angela Baddeley, Michael Hogan                    | Crime               | [ 1 ]                                                   |
| A Safe Affair                   | Herbert Wynne                      | Franklin Dyall, Jeanne Stuart                     | Crime               | [ 38 ]                                                  |
| A Safe Proposition              | Leslie S. Hiscott                  | A. W. Baskcomb, Barbara Gott                      | Comedy              | [ 1 ]                                                   |
| Sally Bishop                    | T. Hayes Hunter                    | Joan Barry, Harold Huth                           | Romance             | [ 1 ]                                                   |
| Say It with Music               | Jack Raymond                       | Jack Payne, Percy Marmont                         | Musical             | [ 1 ]                                                   |
| Self Made Lady                  | George King                        | Heather Angel, Henry Wilcoxon                     | Romantic drama      | [ 1 ] [ 39 ]                                            |
| Service for Ladies              | Alexander Korda                    | Leslie Howard, Elizabeth Allan                    | Comedy              | [ 40 ]                                                  |
| The Sign of Four                | Graham Cutts                       | Arthur Wontner, Isla Bevan                        | Crime               | [ 1 ]                                                   |
| The Silver Greyhound            | William C. McGann                  | Percy Marmont, Anthony Bushell                    | Crime               | [ 1 ]                                                   |
| Sleepless Nights                | Thomas Bentley                     | Stanley Lupino, Polly Walker                      | Musical             | [ 1 ]                                                   |
| Smilin' Along                   | John F. Argyle                     | James Benton, Margaret Delane, Rene Ray           | Comedy              | [ 1 ]                                                   |
| The Spare Room                  | Redd Davis                         | Jimmy James, Ruth Taylor                          | Comedy              | [ 1 ]                                                   |
| The Star Reporter               | Michael Powell                     | Harold French, Garry Marsh                        | Crime               | [ 41 ]                                                  |
| The Strangler                   | Norman Lee                         | Moira Lynd, Hal Gordon                            | Crime               | [ 1 ]                                                   |
| Strip, Strip, Hooray!           | Norman Lee                         | Ken Douglas, Betty Norton, Binnie Barnes          | Comedy              | [ 1 ]                                                   |
| Tell Me Tonight                 | Anatole Litvak                     | Jan Kiepura, Sonnie Hale                          | Comedy              |                                                         |
| The Temperance Fête             | Graham Cutts                       | George Robey, Sydney Fairbrother                  | Comedy              | [ 1 ]                                                   |
| Thark                           | Tom Walls                          | Tom Walls, Ralph Lynn                             | Horror/Comedy       | [ 42 ]                                                  |
| That Night in London            | Rowland V. Lee                     | Robert Donat, Pearl Argyle                        | Crime               | [ 1 ]                                                   |
| There Goes The Bride            | Albert de Courville                | Jessie Matthews, Owen Nares                       | Romantic comedy     | [ 1 ] [ 43 ]                                            |
| The Third String                | George Pearson                     | Sandy Powell, Kay Hammond                         | Comedy              | [ 44 ]                                                  |
| The Thoroughbred                | Charles Barnett                    | John Argyle, Margaret Delane                      | Criminal drama      | [ 1 ] [ 45 ]                                            |
| Threads                         | G.B. Samuelson                     | Lawrence Anderson, Dorothy Fane                   | Drama               | [ 1 ]                                                   |
| A Tight Corner                  | Leslie S. Hiscott                  | Frank Pettingell, Gina Malo                       | Comedy              | [ 1 ]                                                   |
| Tin Gods                        | F. W. Kraemer                      | Frank Cellier, Dorothy Bartlam                    | Drama               | [ 1 ] [ 46 ]                                            |
| Tonight's the Night             | Monty Banks                        | Leslie Fuller, Amy Veness                         | Comedy              | [ 47 ]                                                  |
| Two White Arms                  | Fred Niblo                         | Adolphe Menjou, Margaret Bannerman                | Dramedy             | [ 48 ]                                                  |
| Verdict of the Sea              | Frank Miller, Sidney Northcote     | John Stuart, Moira Lynd                           | Adventure/Crime     | [ 1 ] [ 49 ]                                            |
| A Voice Said Goodnight          | William C. McGann                  | Nora Swinburne, Jack Trevor                       | Crime               | [ 1 ]                                                   |
| Watch Beverly                   | Arthur Maude                       | Henry Kendall, Patrick Ludlow                     | Comedy              | [ 1 ]                                                   |
| The Water Gipsies               | Maurice Elvey                      | Ann Todd, Sari Maritza                            | Romance             | [ 1 ]                                                   |
| When London Sleeps              | Leslie S. Hiscott                  | Francis L. Sullivan, René Ray                     | Crime/Drama         | [ 1 ] [ 50 ]                                            |
| White Face                      | T. Hayes Hunter                    | Hugh Williams, Gordon Harker and Renee Gadd       | Crime/Thriller      | [ 51 ]                                                  |
| Women Are That Way              |                                    | John Stuart, Hal Walters                          | Comedy              | [ 52 ]                                                  |
| Women Who Play                  | Arthur Rosson                      | Mary Newcomb, Benita Hume                         | Comedy              | [ 1 ]                                                   |
| The Wonderful Story             | Reginald Fogwell                   | Wyn Clare, John Batten                            | Romantic drama      | [ 1 ] [ 53 ]                                            |
| The World, the Flesh, the Devil | George A. Cooper                   | Harold Huth, Isla Bevan                           | Criminal drama      | [ 1 ] [ 54 ]                                            |
| A Yell of a Night               | Gustav A. Mindzenti                | Mickey Brentford, Mignon Swaffer                  | Comedy              | [ 1 ]                                                   |